# 師戸干拓
師戸干拓（もろとかんたく）は、千葉県印西市の大字。2017年10月31日現在の人口は0人。郵便番号270-1600。

## 地理
北は鎌苅、鎌苅干拓、北東は佐倉市土浮干拓、東は佐倉市飯野干拓、南は佐倉市臼井田干拓、南西は佐倉市臼井台干拓、西は岩戸干拓、岩戸、北東は師戸に隣接している。

## 施設
- 師戸機場
- 師戸早稲田補給機場
- 岩戸補給機場

## 交通

### 道路
- 主要地方道
  - 千葉県道64号千葉臼井印西線
    - 船戸大橋